# Jean Bellette
Jean Bellette (Hobart, 25 de marzo de 1908-Palma de Mallorca, 16 de marzo de 1991), también conocida como Jean Haefliger, fue una artista australiana. Nacida en Tasmania, estudió en la escuela de arte de Julian Ashton en Sídney, institución en la que recibió instrucción de la artista Thea Proctor. También tuvo la oportunidad de estudiar con los pintores Bernard Meninsky y Mark Gertler en Londres.
Como pintora modernista, Bellette fue influyente en los círculos artísticos de Sídney de mediados del siglo xx. Solía pintar escenas influenciadas por las tragedias griegas de Eurípides y Sófocles, y por las epopeyas de Homero, al igual que bodegones y paisajes. Fue la única mujer en ganar el Premio Sulman en más de una ocasión: en 1942, con For Whom the Bell Tolls, y en 1944, con Iphigenia in Tauris. Ayudó a fundar el Premio Blake de arte sacro y se convirtió en jurado de su edición inaugural.
En 1935 se casó con el artista y crítico Paul Haefliger, con quien compartía una cabaña en el poblado de Hill End que servía como punto de encuentro para varios colegas de profesión como Donald Fried, Russell Drysdale y Margaret Olley. La pareja decidió mudarse a Mallorca, España en 1957; aunque realizó exposiciones en su país natal a partir de entonces, nunca volvió a radicarse allí, y se convirtió en una figura periférica de la escena artística australiana. Tras sobrevivir a un cáncer de mama y a una mastectomía en 1986, falleció en Palma de Mallorca el 16 de marzo de 1991.
Es considerada una figura influyente en el movimiento artístico modernista de Sídney de mediados del siglo XX, y la historiadora del arte Amanda Beresford se refirió a ella como la «única clasicista moderna real» de Australia. Instituciones como la Galería de Arte de Nueva Gales del Sur, la Galería de Arte Bendigo, el Museo y Galería de Arte de Tasmania y la Galería Nacional de Australia conservan algunas de sus obras en exhibición. Entre 2004 y 2005, importantes pinacotecas de su país natal celebraron una exposición retrospectiva a gran escala de 75 de sus obras, entre pinturas sobre papel y textil, así como fotografías y escritos.

## Primeros años

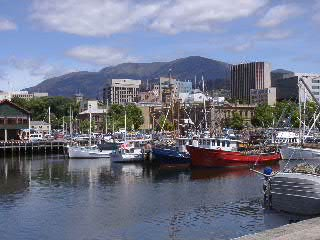
Bellette nació en Hobart, la capital del estado insular de Tasmania. En la imagen, el puerto de la ciudad.

Bellette nació en Hobart, Tasmania el 25 de marzo de 1908 y creció como hija única en un entorno rural, criada por una madre artista y un padre cartero. Ingresó en la escuela anglicana local de Deloraine, pero a los trece años se convirtió en alumna interna en la Friends' School de Hobart, y después en la escuela técnica de Hobart. Posteriormente estudió en la Julian Ashton Art School de Sídney. Entre sus profesores se encontraba la artista Thea Proctor, y entre sus compañeros de clase, el pintor impresionista John Passmore. Sus dibujos y acuarelas, presentados en la exposición de arte estudiantil de 1934, generaron comentarios favorables en la sección de arte del periódico The Sydney Morning Herald.
En la escuela de arte de Ashton conoció al artista y crítico australiano Paul Haefliger, con quien contrajo matrimonio en 1935. El año siguiente viajaron a Europa, y allí Bellette tuvo la posibilidad de estudiar en la Escuela de Arte de Westminster, donde recibió clases de los pintores figurativos Bernard Meninsky y Mark Gertler. En 1938 ingresó con su esposo a la Académie de la Grande Chaumière de París, donde se formó en la técnica de diseño de figuras.

## Carrera

### Australia
Bellette y Haefliger regresaron a Australia justo antes del estallido de la Segunda Guerra Mundial; al poco tiempo de su llegada, Bellette organizó una exposición en la Galería Macquarie de Sídney. Ambos se convirtieron en miembros influyentes del denominado «grupo artístico de Sídney», una red de modernistas conformada además por pintores como William Dobell y Russell Drysdale. Bellette pintaba y realizaba exposiciones regularmente: «una individual cada dos años y una colectiva anual en la Galería Macquarie». Por su parte, su esposo se desempeñó como crítico de arte de The Sydney Morning Herald durante quince años.

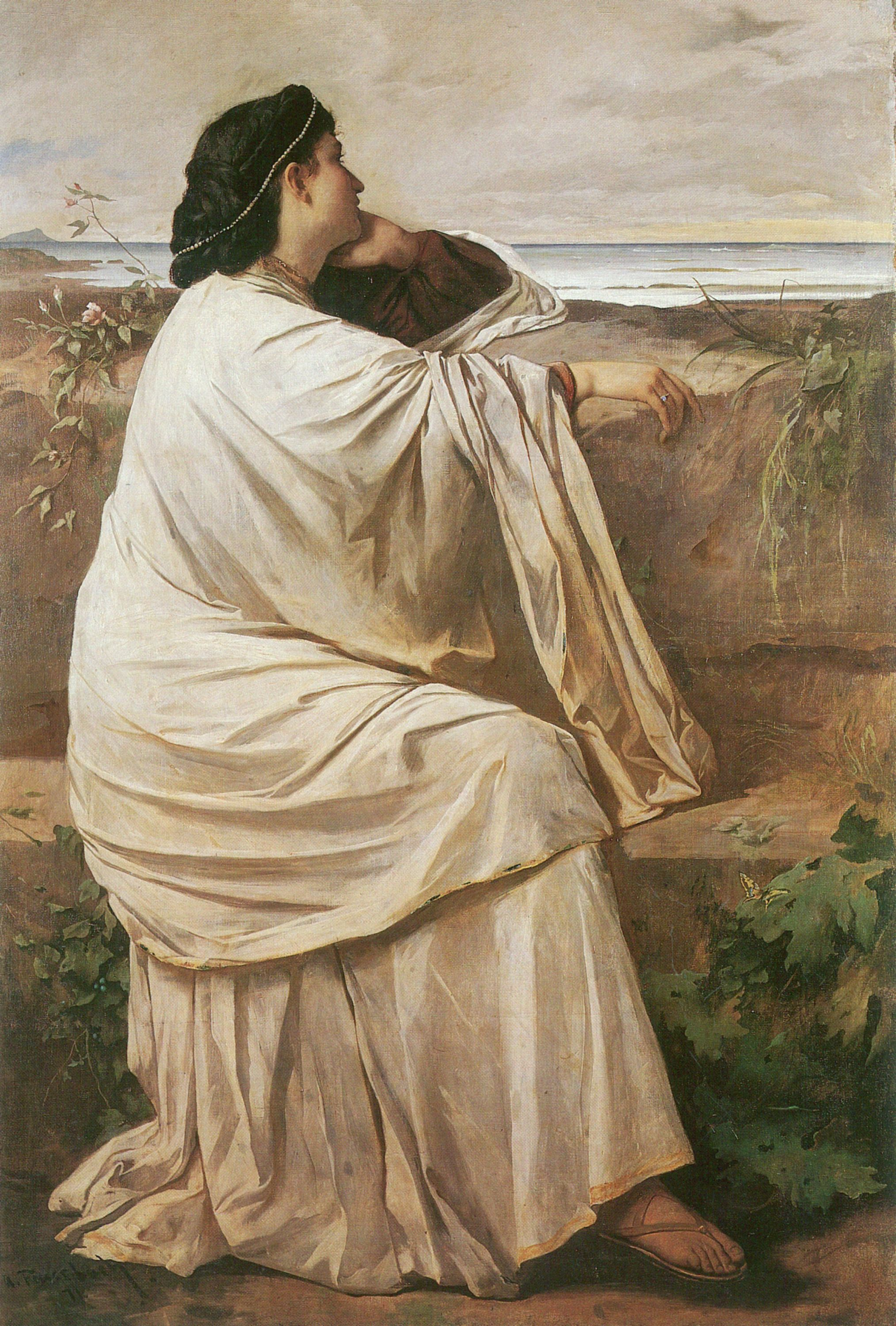
Bellette se inspiró en la obra de Eurípides Ifigenia entre los tauros para crear su pintura Iphigenia in Tauris, ganadora del Premio Sir John Sulman en 1944. En la imagen, Ifigenia, representada por el pintor alemán Anselm Feuerbach.

En 1942, Bellette ganó el Premio Sir John Sulman por su obra For Whom the Bell Tolls, convirtiéndose en la primera mujer en lograr este reconocimiento, y dos años después obtuvo de nuevo el galardón con su pintura Iphigenia in Tauris, inspirada en la obra de Eurípides del mismo nombre. La composición se sitúa en un paisaje seco y abierto, con varios jinetes a caballo cuyo aspecto sugiere «el presente australiano, más que la antigüedad griega». El jurado que concedió el premio prefirió inicialmente otra de sus obras, Electra, que representa a la hermana de Ifigenia, también protagonista de la tragedia griega, pero esta no pudo entrar en concurso pues no cumplía con los requerimientos de tamaño. Tanto Iphigenia in Tauris como Electra figuran entre las numerosas obras creadas por Bellette en la década de 1940 inspiradas en las tragedias de Eurípides, Sófocles y Homero. Su elección de temas y su enfoque la situaron en desacuerdo con el modernismo dominante, al tiempo que parecía rehuir de los vínculos explícitos entre lo clásico y lo australiano; la artista prefería elegir su paleta y la disposición espacial de sus composiciones para evocar la atmósfera de un lugar. Los críticos identificaron en su estilo la influencia de los modernistas europeos Aristide Maillol y Giorgio de Chirico, así como de los pintores italianos del movimiento Quattrocento, Masaccio y Piero della Francesca, sobre algunos de los cuales Bellette escribió artículos en la revista Art in Australia.
El rasgo más distintivo de su obra era la elección de temas clásicos. En 1946, sus cuadros se presentaron en al menos cuatro exposiciones distintas. La crítica especializada destacó en ese momento su síntesis de «la impulsividad del romanticismo y la deliberación del clasicismo», y su enfoque «románticamente clásico». A pesar de las opiniones generalmente positivas, hubo algunas reservas, sobre todo en cuanto al riesgo de que la artista repitiera su fórmula en exceso. El tratamiento que Bellette dio a los temas clásicos fue más allá de la pintura convencional; en 1947 creó un diseño textil titulado «mitos y leyendas», y en 1948 creó los decorados para una producción de Pericles, príncipe de Tiro, de Shakespeare. Su «vigorosa imaginación» recibió buenas reseñas, aunque las interpretaciones de los actores fueron criticadas.
Aunque no volvió a ganar el Sulman, consiguió exhibir algunas de sus obras en ese certamen en numerosas ocasiones, incluidas las exposiciones de 1946, 1947, 1948 y 1950. Continuó pintando escenas clásicas, y hacia 1950 creó la obra Chorus without Iphigenia. Adquirido por la Galería Nacional de Australia en 1976, este óleo muestra cinco figuras «posadas como estatuas en un tableau vivant, dueñas de una especie de energía erótica». Anne Gray, curadora de la galería, interpretó la escena elegida por Bellette:

Aunque no ocurre nada en la imagen, asociamos las figuras con la tragedia, con la muerte y el luto, con la referencia clásica del título de la pintura. Ifigenia, hija de Agamenón, dio su vida por su patria cuando la diosa Artemisa se la pidió a cambio de vientos favorables para que las naves griegas pudieran navegar hacia Troya. Podría suponerse que el melancólico cuadro de Bellette representa a los amigos de Ifigenia llorando su muerte.

En 1951 ocupó el segundo lugar en la Competencia de Arte de la Commonwealth Jubilee, por detrás de un joven Jeffrey Smart. Un año después ganó una exposición competitiva patrocinada por la compañía estadounidense Metro Goldwyn Mayer, con la obra Girl With Still Life. Aunque Haefliger nunca analizó profesionalmente las exposiciones de su esposa, otros críticos intervinieron ocasionalmente para hacer reseñas en el Herald. Al describir su exhibición de 1950 en la Galería Macquarie, uno de ellos la consideró «una de las más estimulantes y refrescantes que se han visto [allí] en mucho tiempo», y manifestó que Bellette «pinta con una paleta fuerte y sombría y sus formas están esculpidas con gran decisión. Utiliza la pintura de forma sensual y apasionada». Dos años más tarde, al asistir a otra de las exposiciones individuales de la artista en Sídney, el mismo crítico se refirió a ella de la siguiente manera:

Es una de las pocas artistas australianas que combina una técnica firme con una emoción sensible y rica. En algunos de los paisajes más claros de esta exposición, la señorita Bellette parece haber intentado resolver algunas de las dificultades particulares de pintar paisajes australianos. La luz clara y fuerte tiende a aplanar la forma y a blanquear el color; un problema que no se presta a las tensiones dramáticas y a los estados de ánimo oscuros característicos de su obra. Requiere un enfoque más frío y desapasionado, pero cuando encuentra paisajes de su gusto [...] los trata con gran habilidad y eficacia. Sus obras de figuras están dibujadas con decisión y modeladas con firmeza. [...] Los bodegones y los interiores son admirables ejercicios de organización formal, con colores sombríos pero ricos.

Durante esa misma época, Bellette también expuso en Melbourne varios paisajes en blanco y negro, así como algunos de sus temas griegos clásicos. Arnold Shore, crítico de arte del periódico The Argus, estableció un contraste entre los dos grupos de obras. En su opinión, uno de los paisajes «hace que vibre el corazón con su hermoso tono, motivo y sensación de lugar», y señaló que algunas de sus demás obras «alcanzan en su mejor momento un nivel sólo vagamente sugerido cuando la pintora se preocupa demasiado por esforzarse en un nuevo tratamiento de los antiguos ideales griegos».
Entre los doce artistas australianos que participaron en la exposición de 1953 en el Consejo de las Artes de Gran Bretaña en Londres, en cinco ciudades regionales británicas y durante la Bienal de Venecia, había cuadros de Bellette, quien fue una de las dos únicas mujeres participantes junto con Constance Stokes. Al igual que las obras premiadas por Sulman, su temática era clásica: Electra (1944) y Edipo (1945). El presidente del Consejo de las Artes, Kenneth Clark, mostró su descontento por la respuesta de la crítica británica a la exposición, que se centró en temas nacionalistas y prestó poca atención a las obras de Bellette y de los demás artistas.

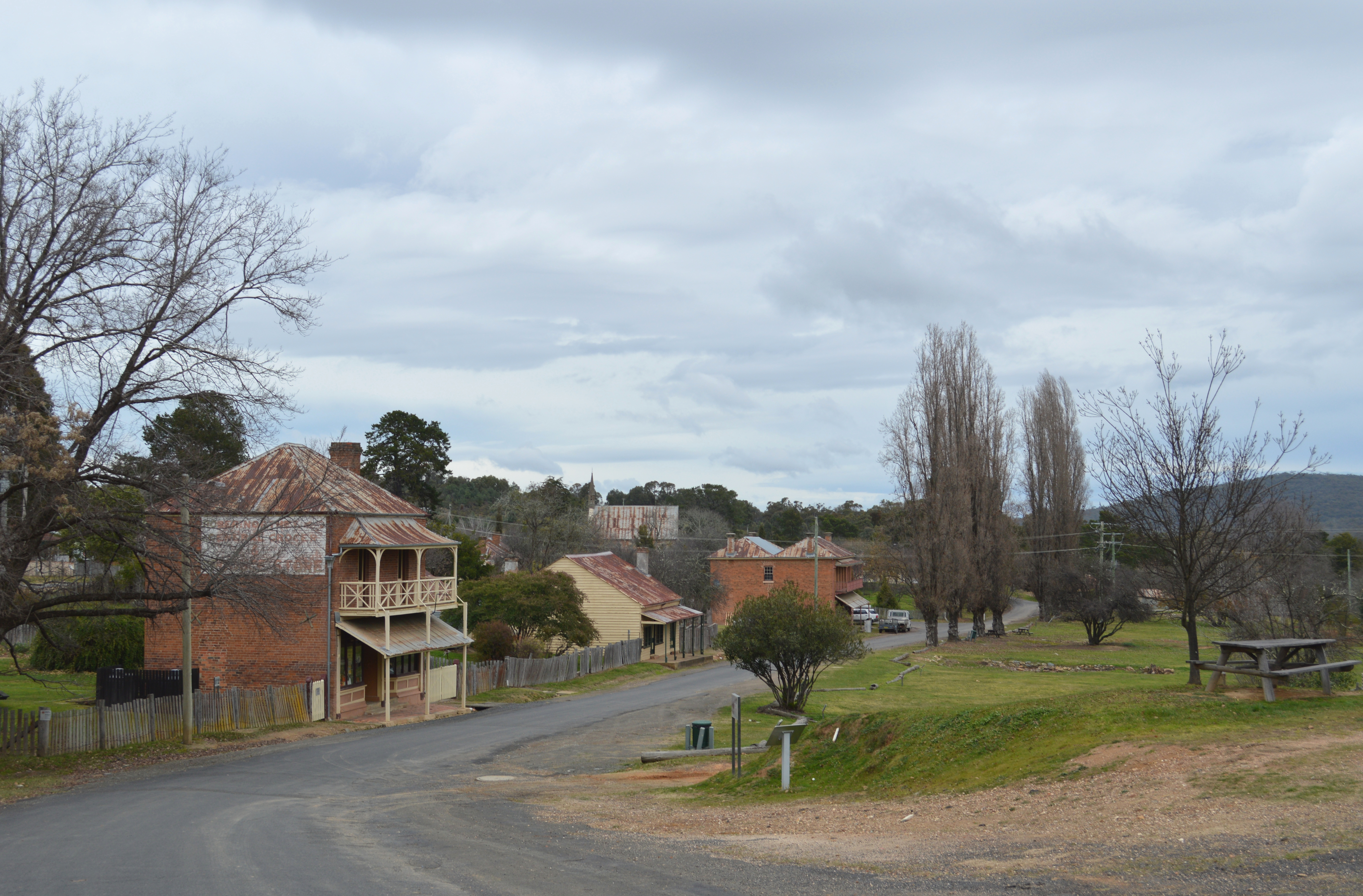
Bennette y su esposo eran los anfitriones de un colectivo de artistas en una cabaña de su propiedad en el poblado de Hill End (en la imagen).

Además de pasar tiempo en la comunidad artística de Sídney, en 1954 Haefliger y Bellette compraron una casa de campo en Hill End, un antiguo pueblo minero ubicado en el centro de Nueva Gales del Sur. Añadieron un estudio, y el lugar se convirtió en sede de actividades artísticas de colegas como Russell Drysdale, Margaret Olley, John Olsen, David Edgar Strachan y Donald Friend, una reunión denominada «el grupo de Hill End Group» y conocida por su arte paisajístico. Aunque ocasionalmente pintaba paisajes, Bellette era más popular por sus temas clásicos y bodegones, que los críticos se esforzaban por acomodar dentro de su comprensión del mencionado grupo. No obstante, varios bodegones de este periodo se conservan en colecciones públicas, como Still Life with Fish (1954), en el Museo y Galería de Arte de Tasmania, y Still Life with Wooden Bowl (c. 1954), en la Galería de Arte de Nueva Gales del Sur. Estas imágenes solían estar pintadas con colores intensos, un rasgo característico señalado por la crítica especializada en algunas de sus obras anteriores.
Tanto Bellette como Haefliger fueron organizadores informales de la comunidad artística de Sídney durante años. En 1955, la artista ayudó a fundar el Premio Blake de arte sacro y se convirtió en jurado de su edición inaugural.

### Mallorca y últimos años
A mediados de la década de 1950, la pareja abandonó Australia con la intención de divorciarse discretamente, pero solucionaron sus problemas y continuaron con su matrimonio. Tras pasar un año en París, se instalaron en la isla de Mallorca, primero en Deyá y luego en la aldea de C'an Baxu. Durante su estancia en el país ibérico, Bellette pintó paisajes y bodegones que reflejaban una influencia española, ejemplificada en Spells for Planting (1964), obra que fue adquirida por la Galería de Arte de Nueva Gales del Sur. El año en que se mudó a Mallorca terminó siendo el último en que expuso fuera de su país natal. La pareja visitó la isla en 1970 y 1975, y la artista regresó una vez más en 1983.
Bellette se había convertido en una especie de «espectadora» de la escena artística local, en parte debido a una transición en el arte australiano que incluía el auge del expresionismo abstracto, la fuerte influencia de un pequeño número de propietarios de galerías y una marcada discriminación hacia las mujeres que se vivía en ese momento. No obstante, la artista consiguió participar en algunas exposiciones en Sídney y Melbourne, las cuales gozaron de una recepción crítica positiva. Cuando su obra se expuso en la Galería de Yarra del Sur en 1964, el historiador y crítico de arte Bernard Smith confesó en su reseña para The Age que no recordaba tal calidad en una exposición en Melbourne desde que empezó a escribir su columna en el diario. Al reseñar su exposición de 1966 en Sídney, el periodista del Herald consideró que Bellette ganó «un lugar honorable en la pintura australiana» por «su habilidad para combinar la serena belleza de formas de su amado clasicismo de contenido con un oscuro espíritu romántico». En 1971, Alan McCulloch concluyó que sus composiciones clásicas eran las mejor logradas, y señaló en sus pinturas hay «infinita ternura e infinita tristeza, porque aunque estos paisajes rocosos y sombríos están poblados de fantasmas y sombras de una civilización antigua, curiosamente también simbolizan las tensiones y tragedias actuales».
Bellette y Haefliger vivieron y trabajaron el resto de sus vidas en Mallorca, aunque realizaban viajes periódicos a Italia y recibían visitas regulares de amigos como Jeffrey Smart y John Olsen. Una lesión en la muñeca sufrida por Bellette hizo que los cuadros preparados en 1976 para una exposición individual se convirtieran sus últimas obras. Haefliger murió en marzo de 1982 en Suiza durante una operación de amputación de una de sus piernas, y Bellette logró sobrevivir a un cáncer de mama y a una mastectomía en 1986. La artista falleció el 16 de marzo de 1991 en Palma de Mallorca.

## Legado

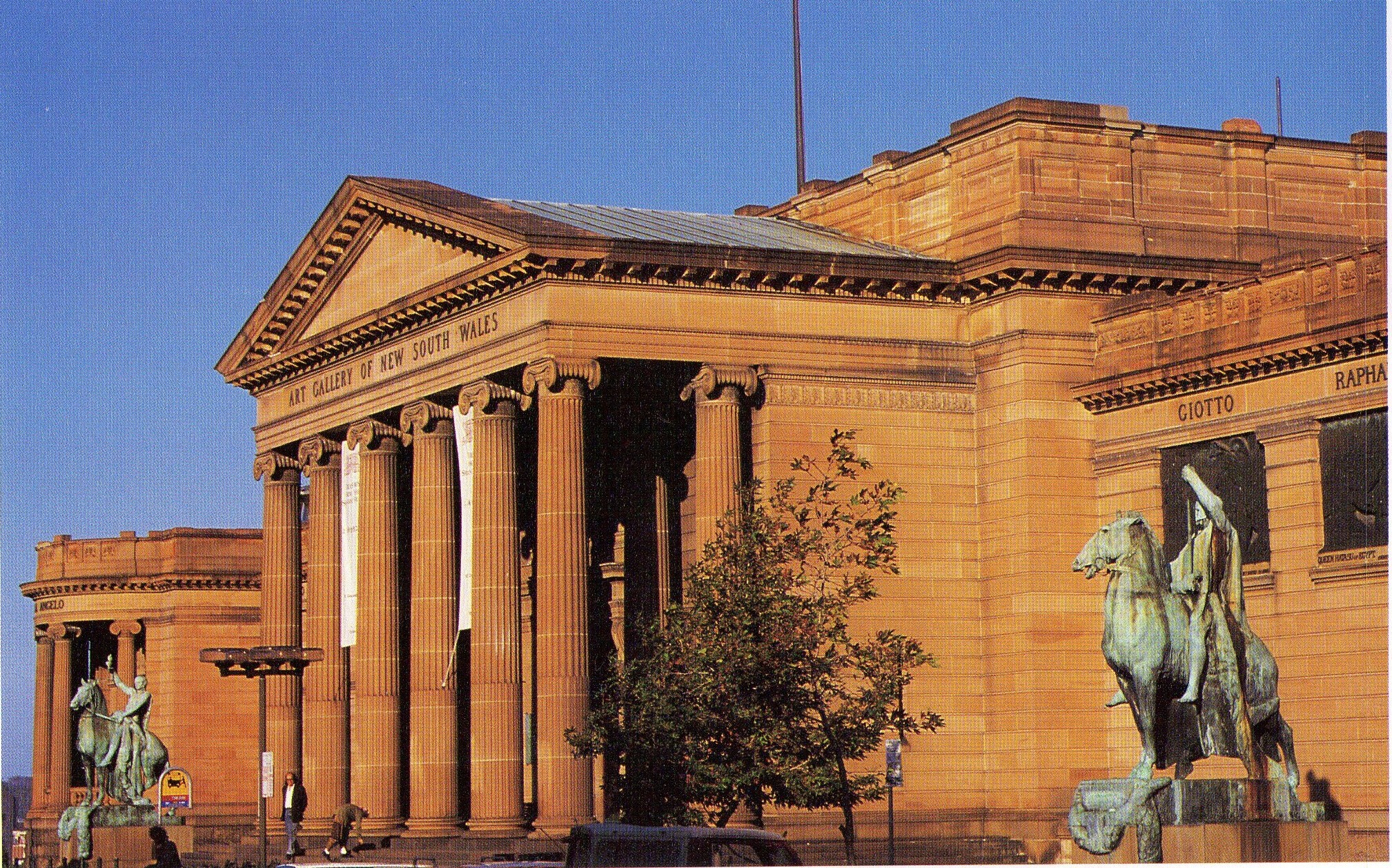
La Galería de Arte de Nueva Gales del Sur conserva varias de las obras de la artista.

Previo a su fallecimiento, Bellette legó la casa de campo de Hill End al Servicio de Parques Nacionales y Vida Silvestre (que se encarga de gestionar el sitio histórico de Hill End), con la condición de que se utilizara como un lugar de encuentro para artistas; el sitio sigue funcionando con ese fin. La Galería de Arte de Nueva Gales del Sur conserva más de veinte de sus obras, y otras instituciones como la Galería de Arte Regional de Bathurst, la Galería de Arte de Australia Meridional, la Galería de Arte de Australia Occidental, la Galería de Arte Bendigo, la Galería de Arte de Geelong, la Galería Nacional de Australia y el Museo y Galería de Arte de Tasmania, exhiben ejemplares de sus pinturas. Entre 2004 y 2005 se celebró una exposición retrospectiva a gran escala con 75 de sus obras en la Galería de Arte Regional de Bathurst, la Galería S. H. Ervin de Sídney, el Museo de Arte de la Universidad de Queensland, la Galería Regional de la Península de Mornington y la Galería Drill Hall de Canberra.
Descrita por Amanda Beresford como la «única clasicista moderna real» de Australia, Bellette es considerada generalmente como una figura influyente en el movimiento artístico modernista de Sídney de mediados del siglo xx. La historiadora del arte Janine Burke la describió como una artista «líder en el mundo del arte de la posguerra», y Christine France, curadora del Museo de Arte de la Universidad de Queensland, la definió como «una figura seminal en las artes visuales desde la década de 1930 hasta su muerte en Mallorca en 1991». En cuanto a sus pinturas, las opiniones varían. Burke se refirió a ella como «posiblemente la mejor pintora» del círculo de Sídney, mientras que al historiador Geoffrey Dutton no le convenció su elección de temas, aunque elogió su estilo «seguro aunque apagado», al tiempo que desestimó los esfuerzos menores de su esposo.
El historiador del arte y escritor Sasha Grishin tenía una opinión diferente. Al comentar las pinturas de Bellette basadas en la mitología griega creadas en la década de 1940, manifestó que «no eran ni muy convincentes como pinturas, ni obras que tuvieran una resonancia particular en el arte de Sídney o de Australia en aquella época». John Passmore, quien estudió con Bellette en Australia e Inglaterra y compartió con ella exposiciones colectivas, fue muy crítico con su obra, mientras que Yvonne Audette, que asistió a algunas clases de dibujo de la artista, describió sus pinturas clásicas como «poses aburridas y muy mal dibujadas, y aún peor pintadas, como si estuvieran torpemente coloreadas».